# August Müller (Orgelbauer)
Karl August Alfred Müller (* 1872 in Bad Berka; † nach 1913) war ein deutscher Orgelbauer, der von 1905 bis um 1911 in Stadtilm und Bad Berka, Thüringen, tätig war.

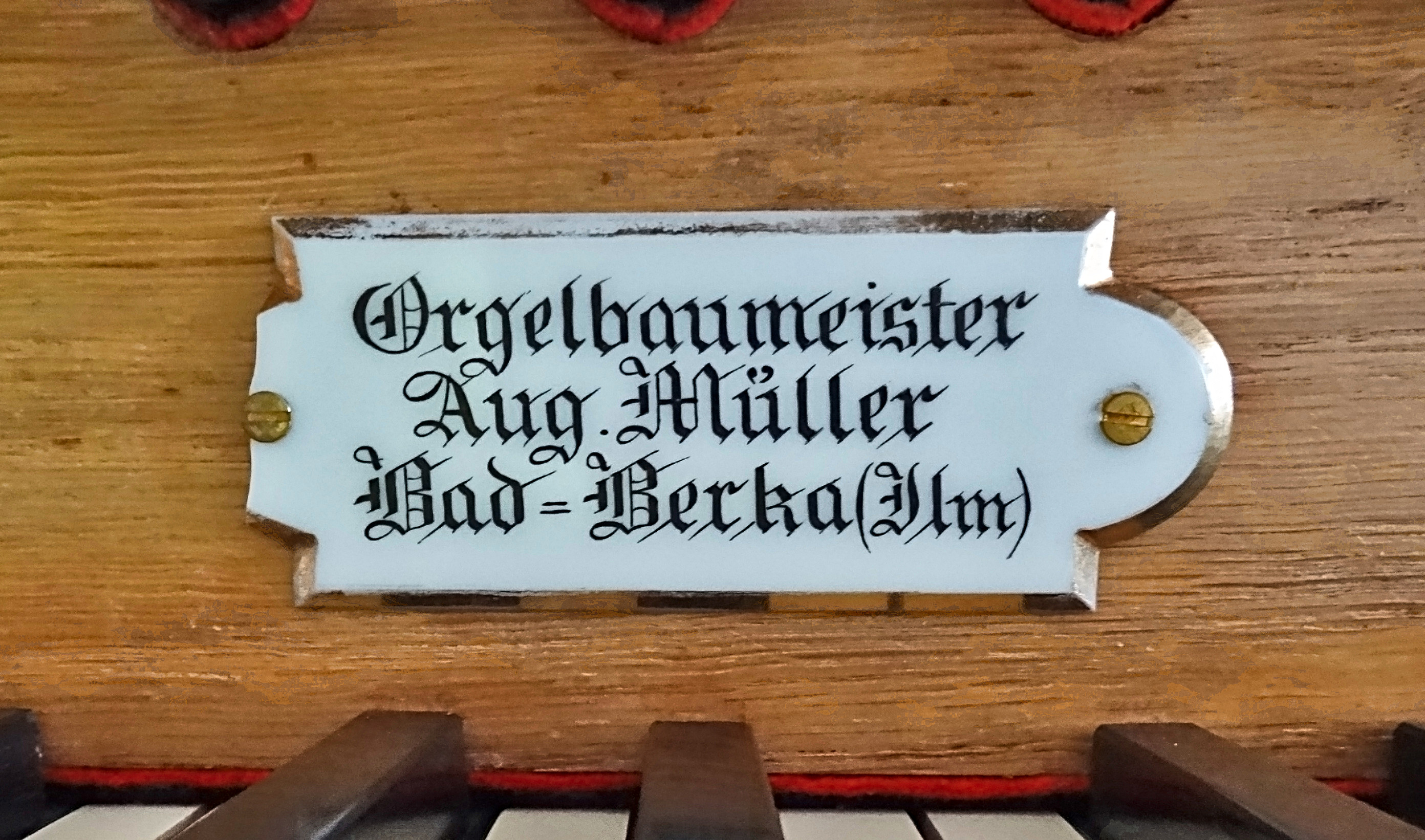
Firmenplakette (1911)

## Leben
August Müller war der Sohn von Bertha Dorothea Charlotte Luise Witzmann, Tochter des Orgelbauers August Witzmann, und Sebastian Andreas Müller, verheiratet seit dem 2. Januar 1862. Am heiratete 29. Dezember 1897 heiratet August Müller.

## Schaffen
Müller war von 1905 bis 1907 Mitinhaber der Orgelbaufirma Eifert & Müller in Stadtilm. Anschließend war er unter eigenem Namen von 1908 bis um 1913 in Bad Berka tätig.

## Werke (Auswahl)
Ein großes „P“ steht für ein selbstständiges Pedal. Eine Kursivierung zeigt an, dass die betreffende Orgel nicht mehr erhalten ist oder lediglich noch der Prospekt aus der Werkstatt stammt.
| Jahr      | Ort                   | Kirche                 | Bild | Manuale | Register | Bemerkungen                              |
| --------- | --------------------- | ---------------------- | ---- | ------- | -------- | ---------------------------------------- |
| 1905–1908 | Ehringsdorf           | Beatae Mariae Virginis |      | II/P    | 12       | Neubau; erhalten                         |
| 1909      | Grochwitz             | Dorfkirche             |      | II/P    | 18       | Neubau                                   |
| 1910      | Tiefengruben          | St. Nikolaus           |      | II/P    | 12       | Neubau; erhalten, derzeit nicht spielbar |
| 1911      | Ottstedt              | St. Nikolai            |      | II/P    | 10       | Neubau; erhalten                         |
| 1911      | Graitschen bei Bürgel | Dorfkirche             |      | II/P    | 15       | Neubau; erhalten                         |